# Бронебоен снаряд
Бронебойният снаряд е боеприпас, предназначен за борба с бронираната техника на противника.
Съществуват различни видове, сред които калибрени, подкалибрени, с бронебойни и балистични накрайници. Основната характеристика на бронебойните снаряди е бронепробиваемостта. Поразяващото действие е вследствие на високата кинетичната енергия и температура. Задброневият поражаващ ефект зависи от температурата и шрапнелите.

## Снаряди с кумулативен заряд
Кумулативният ефект при взривни вещества се състои в насочване и концентриране енергията на взрива в определена точка чрез създаване на празна кухина в заряда. За пръв се споменава през 1792 г. Германски минен инженер излага тезата, че създаването на конична кухина в предния край на заряд увеличава експлозивния ефект и пести взривно вещество (черен барут). Ефектът е известен и като Ефект на Мънроу – Нойман. Употребяваният тогава барут няма достатъчна скорост на изгаряне за постигане на пълноценен ефект. Първият истински заряд с кумулативна кухина е постигнат през 1883 г., от Макс фон Форестер (1845 – 1905), началник на нитроцелулозната фабрика Wolff & Co. във Валсроде, Германия.
Всички съвременни реактивни противотанкови гранатомети използват заряди с кумулативен ефект. Нагледно, действието на кумулативен заряд може да се наблюдава при пускане на камък вертикално във вода. След като камъкът удари водата, тя образува чашковидна форма. Когато чашковидната кухина (отговаряща на кумулативна кухина във взривно вещество) във водата започне да се събира, векторите на силите се насочват към центъра ѝ и се наблюдава излитаща обратно капка/струя. Същото нещо се случва в кумулативен заряд, който има кухина с обикновено конична форма в посока целта и детонатор в противоположния край. Детонационната вълна, достигайки кумулативната кухина по описания по-горе начин, концентрира действието си по оста на кухината и създава високоскоростна струя газове в плазмено състояние, която пробива бронята на танка, като с цел усилване на действието, самата кухина се покрива с тънък метален слой, обикновено от мед. Поразяващото действие върху екипажа на танка е вследствие повишеното налягане.
Частен случай на кумулативен заряд с метална облицовка (чаша) в кухината е ударното ядро. Ударното ядро запазва поразяваща способност много по-далеч от кумулативната струя. Противотанковата мина „ТМ-83“ работи на такъв принцип.